# 奥尻町立奥尻中学校
奥尻町立奥尻中学校（おくしりちょうりつ おくしりちゅうがっこう）は、北海道奥尻郡奥尻町字赤石にある公立中学校。

## 沿革
- 1947年（昭和22年） - 奥尻村立奥尻中学校、奥尻村立稲穂中学校が開校（各小学校に併置[1]）
- 1951年（昭和26年）
  - 4月1日 - 奥尻中、宮津分校を設置[1]（後に宮津中学校として独立）
- 1966年（昭和41年） - 町制施行に伴い、現校名に改称
- 1970年（昭和45年）4月1日 - 奥尻中、稲穂中、宮津中を統合して統合校舎完成、新生奥尻中学校となる[1]。
- 2017年（平成29年） - 青苗中学校を統合。

## 出身者
- 厂原時也（ミュージカル俳優）
- 佐藤義則（プロ野球選手）